# Émilie de Morsier
Pour les articles homonymes, voir Morsier.
Émilie de Morsier, née Émilie Naville le 31 octobre 1843 à Vernier dans le canton de Genève et morte le 13 janvier 1896 à Paris d’un cancer du sein, est une féministe suisse qui s'est en particulier investie dans les questions de droit des prostituées, mais aussi d’homéopathie, de théosophie, de magnétisme et de philosophie orientale,.

## Biographie
Elle est la fille d'Anne Todd (fille d'un médecin écossais) et de Louis Naville, maire de Vernier et député au Grand Conseil du canton de Genève. Elle a dans sa famille plusieurs pasteurs protestants. C'est dans ce contexte qu'Émilie Naville grandit et elle affirme plus tard, dans son livre La Mission de la femme, qu'elle se sent le devoir d'honorer ses origines.
Elle se marie en 1864 à l'âge de 20 ans au banquier Gustave de Morsier,, et donne naissance à trois enfants, dont Auguste de Morsier (1864–1923), ingénieur et philanthrope, qui s'engage plus tard dans des actions sociales et milite notamment pour le suffrage féminin par ses écrits et en participant à la fondation de l'Association genevoise pour le suffrage féminin en 1907 et de l'Association suisse pour le suffrage féminin en 1909. Ses autres enfants étaient Édouard (1866–1949) et Louis (1872–1937).
À la suite de difficultés financières, Émilie et son mari Gustave de Morsier déménagent à Paris en 1868 et sont surpris par la Guerre franco-allemande de 1870-71. Émilie est alors infirmière dans un centre de soins homéopathiques et soigne les blessés, ce qui la confronte aux misères sociales.
Émilie de Morsier s'est éteinte d'un cancer du sein le 13 janvier 1896 à Paris,.

## Engagements politiques
En 1867, Émilie de Morsier adhère à la Ligue internationale de la paix et de la liberté.
En 1875, elle devient membre du comité exécutif de la Fédération britannique et continentale pour l'abolition de la prostitution réglementée. La ligue était contre la tolérance de l'État des relations sexuelles extra-maritales, mais était également contre l’esclavagisme des femmes résultant des régulations officielles autorisant la prostitution. Dans la lignée de Joséphine Butler, qu'elle a rencontré la même année à Paris, et son adhésion à la fédération, elle aide à sensibiliser les femmes philanthropes françaises à la question des droits des femmes et à soutenir un programme de réforme égalitaire, défendant ces droits.
En 1890, elle participe au second congrès de la Fédération pour l'Abolition tenu à Genève entre le 27 septembre et le 4 octobre, tout comme Yves Guyot et Auguste de Morsier. Les issues de ce congrès ont reflété que leurs priorités étaient passées vers un programme libéral visant à limiter les pouvoirs de l'État et de garantir les droits de liberté individuelle et de droit commun, alors que les revendications concernant les pratiques sexuelles extra-maritales avaient disparu des revendications.
En 1879, elle a fondé avec Maria Deraismes l’Association française pour l’abolition de la prostitution réglementée, où elle était secrétaire et membre du comité. Le comité était présidé par Victor Schœlcher en était le président, coprésidé par Yves Guyot et Mme. H. Chapman.
En 1889 le gouvernement français a sponsorisé un « congrès de femmes » présidé par Jules Simon, qui célébrait le rôle de la femme dans la société et son activité charitable en particulier. Les féministes menées par Léon Richer (1824-1911) et Maria Deraismes ont organisé un autre congrès en parallèle : le Congrès Français et International du droit des femmes, tenu à Paris du 25-29 juin. Émilie de Morsier était une des organisatrices du congrès soutenu par le gouvernement, mais a également participé au congrès féministe et a fait un don pour l’aider à le soutenir.
Entre 1887 et 1896, Émilie de Morsier est présidente du conseil de direction de la Société pour anciens prisonniers de la prison de Saint-Lazare, une organisation qui tente de venir en aide aux détenues femmes (la plupart des prostituées) à se réinsérer dans la société. Dans ce cadre, elle participe à la conférence internationale des prisons à Paris en 1895, où elle entend Marie-Anne Dupuy appuyer un ajustement de la politique des prisons pour qu'elle reconnaisse les différences de genre. Morsier fait l'éloge du rapport de Dupuy, en disant que c’est une loi supérieure aux lois édictées par les humains qui déclare les sexes égaux. Elle ajouta que la traite des esclaves blancs doit donc être abolie, étant donné que c’était la base de la prostitution. Morsier et Dupuy sont toutes les deux d'accord pour dire qu'il est difficile pour les prostituées de trouver un autre emploi, au vu des lois existantes.

## Autres intérêts et engagements
Émilie de Morsier s'intéresse à la théosophie à la suite d'une rencontre avec Charles Richet, savant des sciences psychiques. À la suite de cela, elle participe à des séances de magnétisme. Par exemple, le 11 juin 1884, elle est présente à une démonstration de magnétisme par Madame Blavatsky, qui lit les contenus d’une lettre scellée et qu’elle tient sur son front.
À la suite de la demande de la comtesse Caithness, duchesse de Pomar, représentante à Paris de la Société théosophique d’Orient et d’Occident, Émilie décide de s'occuper du secrétariat de L’aurore du jour nouveau, revue mensuelle de logosophie, de psychologie, de spiritualisme, d'ésotérisme, de théosophie d’orient et d’occident.

## Publications
- La Mission de la Femme: Discours et Fragments [12], Paris, Librairie Fischbacher, 1897 et préfacé par Édouard Schuré.

- Parsifal de Richard Wagner ou l'idée de la rédemption, Paris, Librairie Fischbacher. Première édition en 1893[13], et seconde édition en 1914 (préface d'Edouard Schuré)[14]
- Amilcare Cipriani, Les romagnes et le peuple italien, Paris, Librairie Fischbacher, préface de Benoît Malon

Elle a également traduit plusieurs travaux de l'anglais vers le français, dont:
- Elizabeth Stuart Phelps Ward The Gates Ajar and Hedged In,
- Biographie de Giuseppe Mazzini par Émilie Ashurst Venturi [16]
- Devoirs de l'Homme et Pensées sur la démocratie (essais) Giuseppe Mazzini [16]